# Sent Çaprian (Òlt)
Sent Çaprian (en francès Saint-Cyprien) és un antic municipi francès, situat al departament de l'Òlt i a la regió d'Occitània.
El 2018 es va fusionar amb els municipis veïns de las Cabanas i Sent Laurenç de l'Òrmia per a formar el municipi de Sent Çaprian, las Cabanas e Sent Laurenç.

## Demografia
| 1962                                       | 1968 | 1975 | 1982 | 1990 | 1999 | 2007 |
| ------------------------------------------ | ---- | ---- | ---- | ---- | ---- | ---- |
| 315                                        | 331  | 298  | 300  | 306  | 309  | 310  |
| Des de 1962: població sense dobles comptes |      |      |      |      |      |      |

## Administració
| Període   | Identitat             | Partit |
| --------- | --------------------- | ------ |
| 1885-1919 | Eugène Mercadié       |        |
| 1919-1948 | Armand Mercadié       |        |
| 1948-1953 | Henri Chazarin        |        |
| 1953-1973 | Guy Borredon          |        |
| 1973-1989 | Daniel Maury          |        |
| 1989-     | Jean-Louis Vayssières |        |